# Schäftlarn
Schäftlarn er en kommune i Landkreis München (Oberbayern), i den tyske delstat Bayern.
Den ligger ved floden Isar og i kommunen ligger ud over Schäftlarn, landsbyerne Ebenhausen, Hohenschäftlarn, Kloster Schäftlarn, Neufahrn og Zell.

## Historie
Omkring 762 blev Kloster Schäftlarn grundlagt af en frankisk adelsfamilie som Benediktinerkloster. Fra 1140 hørte klosteret under Præmonstratenserordenen.